# Susanne Raschig

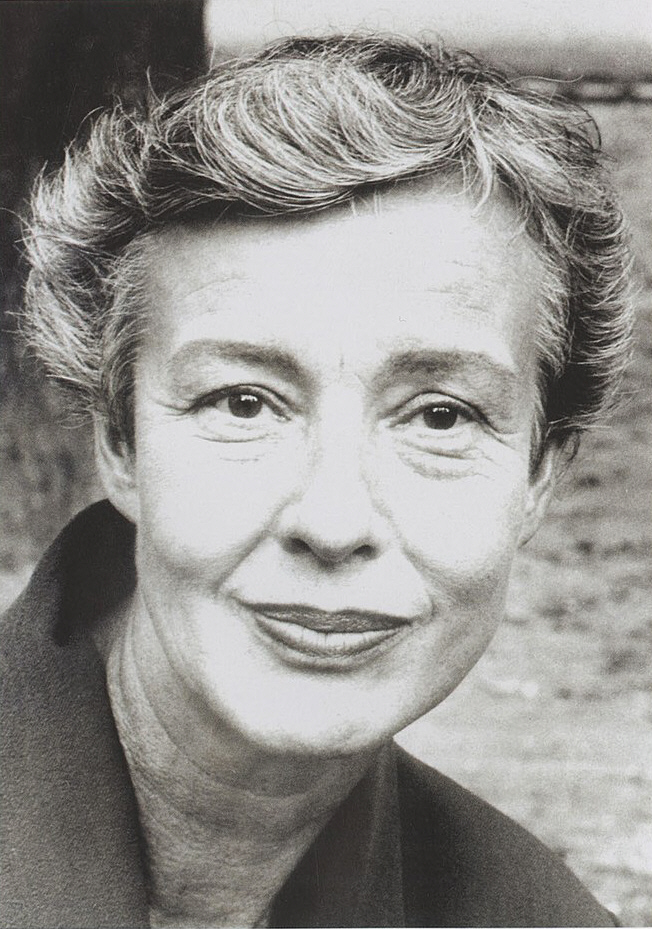
Susanne Raschig (2013)

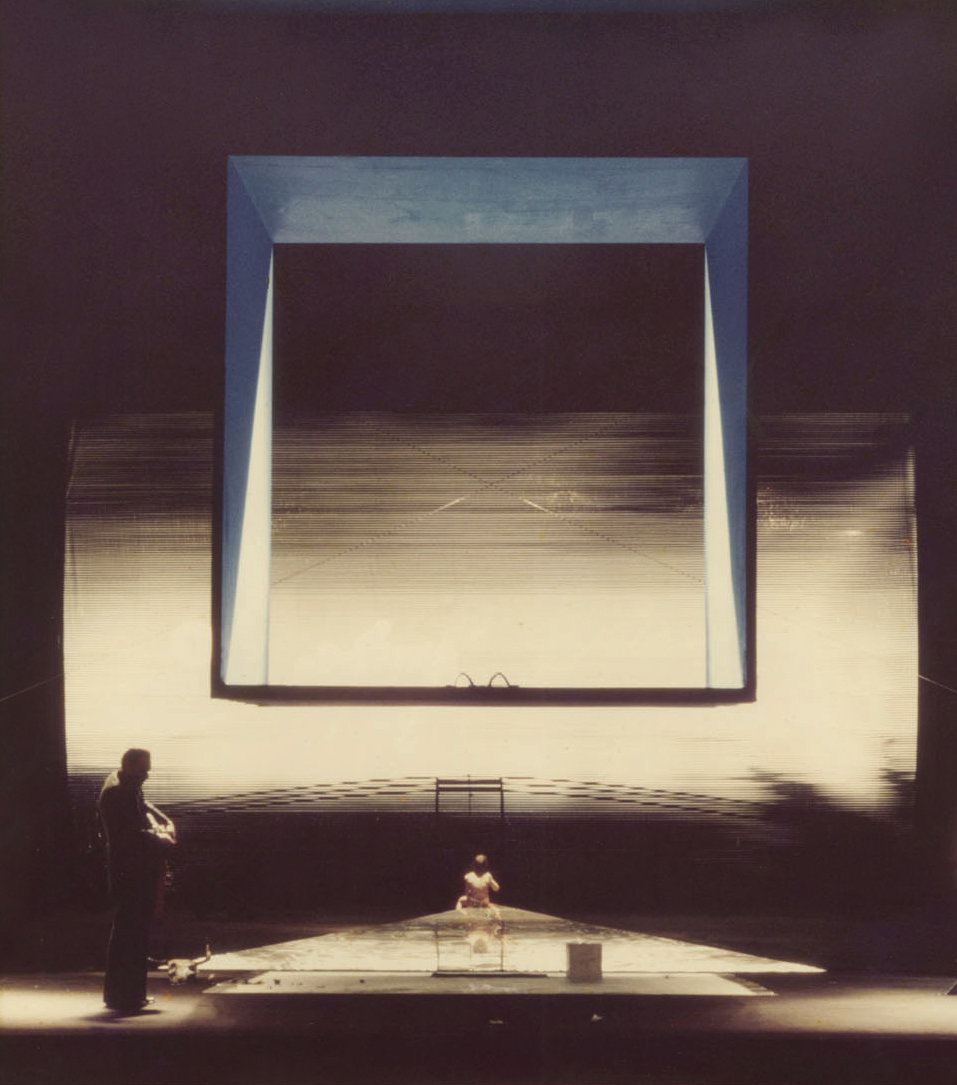
Antigonae Schillertheater

Susanne Raschig (* 9. März 1941 in Potsdam) ist eine deutsche Bühnen- und Kostümbildnerin.

## Ausbildung
Susanne Raschig studierte an der Hochschule für Bildende Künste in Berlin bei Willi Schmidt.

## Karriere
Sie arbeitete zunächst als Assistentin von Wilfried Minks am Theater Bremen und entwarf außerdem die Kostüme für „Salome“, „Die Hochzeit des Figaro“ und „Porgy und Bess“ (Regie Götz Friedrich). Nach der Mitarbeit an Peter Steins „Tasso“ ging sie 1970 nach Berlin, wo sie zu den Neu-Gründern der Schaubühne am Halleschen Ufer gehörte. Dort arbeitete sie bis 1977 kontinuierlich als Kostümbildnerin mit Peter Stein (u. a. „Das Sparschwein“, „Die Sommergäste“), Klaus-Michael Grüber (u. a. „Die Bakchen“), Frank-Patrick Steckel und Luc Bondy. Von 1989 bis 2000 arbeitete sie an der Schaubühne am Lehniner Platz mit den Regisseuren Bob Wilson (u. a. „Orlando“), Luc Bondy („Schlußchor“ und „Die Zeit und das Zimmer“), Andrea Breth und Edith Clever. In den 12 dazwischen liegenden Jahren arbeitete Susanne Raschig frei überwiegend als Bühnenbildnerin, u. a. am Schillertheater Berlin („Antigonae“), Schauspiel Stuttgart („Trilogie des Wiedersehens“) und Schauspielhaus Hamburg (u. a. „Über die Dörfer“) mit Regisseur Niels-Peter Rudolph, am Theater Bremen, Schauspielhaus Bochum und Schaubühne mit Regisseur Frank-Patrick Steckel (u. a. „Der Lohndrücker“, „Nach Damaskus“, „Die Nibelungen“, „Der blaue Boll“) und mit Regisseurin Andrea Breth in Bochum „Die Gespenster“ und ab 2000 am Burgtheater Wien „Der jüngste Tag“ und „Die Ziege“. Außerdem arbeitete sie wieder als Kostümbildnerin an den Opern „Lohengrin“, „Ödipus Rex“ und „Scourge of Hyacinths“ mit Bob Wilson, „Salome“ und „Don Giovanni“ mit Luc Bondy, „Orfeo ed Euridice“ mit Andrea Breth und mit Roland Aeschlimann „Parsifal“ bei den Salzburger Festspielen, an der Wiener Staatsoper, am Théâtre Royal de la Monnaie in Brüssel, in Zürich, am Opernhaus Leipzig, am Châtelet in Paris, am Grand Théâtre de Genève und am Royal Opera House in Covent Garden (London). Zahlreiche ihrer Produktionen wurden zum Berliner Theatertreffen eingeladen.
Zu ihren langjährigen Mitarbeitern zählen Dorothee Uhrmacher, Clarissa Bruhn, Sabine Böing, Ulrike Obermüller und Thomas Gabriel.

## Familie
Eine ihrer Töchter ist die Theaterregisseurin Jette Steckel aus ihrer Ehe mit Frank-Patrick Steckel.

## Rezeption
Ihre Entwürfe sind im Archiv der Darstellenden Künste Berlin archiviert.